# アルゼンチントヨタ
アルゼンチントヨタ（Toyota Argentina S.A.（TASA））は、アルゼンチンにおけるトヨタ自動車の現地法人で、同国で生産を開始した最初の日本自動車メーカーである。1994年に設立され、1997年からブエノスアイレス州サラテ (ブエノスアイレス州)工場で生産を開始した。
同社はこれまでに150万台以上の車両を生産し、その80%以上をラテンアメリカ・カリブ海地域に輸出している。2021年にはアルゼンチン市場で販売台数首位を獲得した。

## 歴史

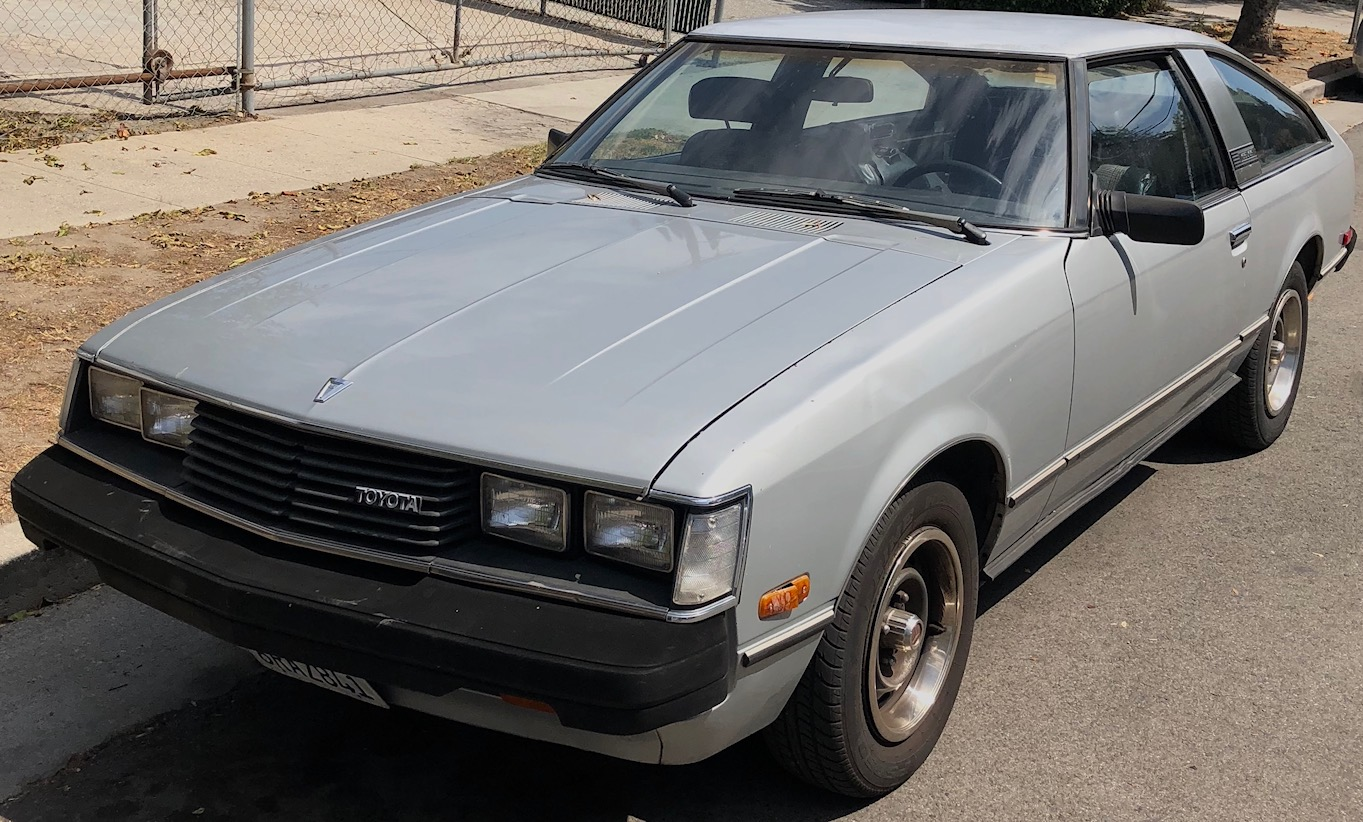
1970年代末に輸入されたセリカ

トヨタ車が初めてアルゼンチンに輸入されたのは1950年代、パタゴニア地域での関税免除措置が適用された時期であった。しかし本格的な成功は1970年代末から1980年代中頃、セリカクーペやハイラックスピックアップなどの輸入モデルが登場してからである。
1993年、トヨタはメルコスール地域戦略の一環としてアルゼンチン進出を決定。1950年代からブラジルでバンデイランテを生産していた実績を活かし、両工場間の相補関係を構築した。

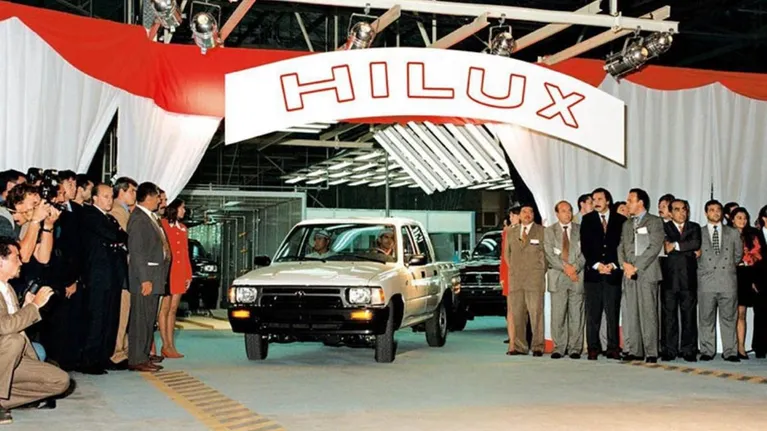
1997年サラテ工場で生産開始された初代ハイラックス

アルゼンチントヨタは1994年、カルロス・メネム大統領時代に設立。当初は輸入販売を行っていたが、1997年に現地生産を開始し、ハイラックスが最初の生産モデルとなった。初年度の生産台数は1万台であった。
1997年3月21日に稼働したサラテ工場は、トヨタの世界で29番目の生産拠点であり、アルゼンチン自動車産業への初の日本企業投資でもあった。132万m²の敷地に20年間で20億ドル以上が投資され、2017年時点で年産14万台（うち70%輸出）、従業員5,000人の規模に成長した。
2004年には第二の現地生産モデルとしてフォーチュナー（現地名「SW4」）SUVの生産を開始。2016年までにハイラックスとSW4の累計生産台数は100万台を突破し、うち86万台がハイラックスであった。

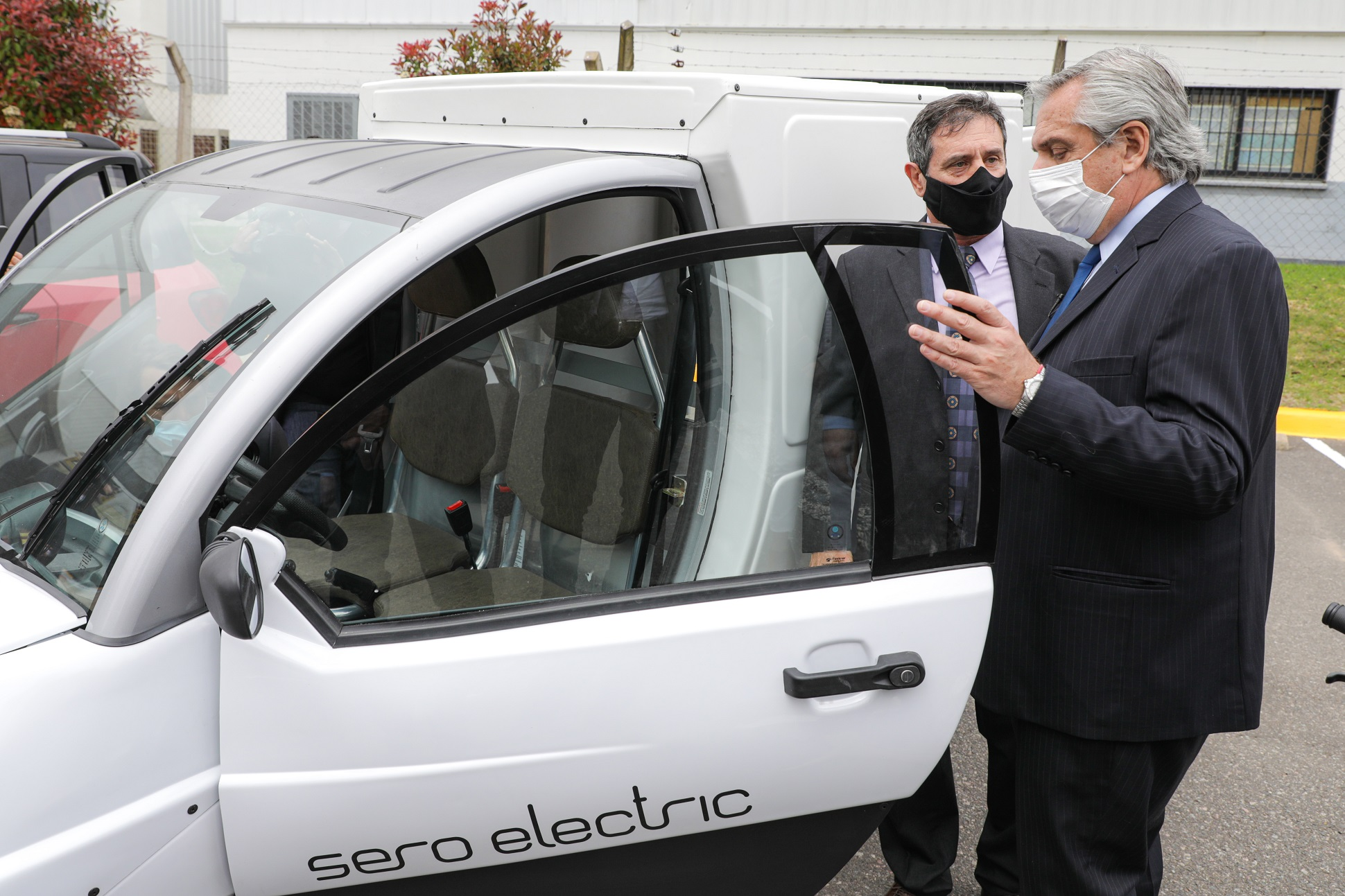
2021年10月に工場を視察するアルベルト・フェルナンデス大統領

2020年8月に輸出累計100万台、同年11月に生産累計150万台を達成。2021年にはアルゼンチン市場で17年間首位を維持していたフォルクスワーゲンを抜き、販売台数トップに立った。
2023年6月、23年ぶりの新モデルとしてハイエースの生産開始を発表。アルゼンチンとブラジル市場向けに年間4000台を生産する5000万ドルの投資計画を発表。

## 生産車種
| 車種名                | タイプ               | 生産開始年 | 画像 |
| --------------------- | -------------------- | ---------- | ---- |
| ハイラックス          | ピックアップトラック | 1997年     |      |
| フォーチュナー（SW4） | SUV                  | 2005年     |      |
| ハイエース            | バン                 | 2024年     |      |

## 輸入車種
（主要モデルのみ掲載、原産国を括弧内に表記）
- カローラ（1981年-現在）
- プリウス（2016年-現在）
- ヤリス（ブラジル、2022年-現在）
- ランドクルーザー（1986年-現在）
- RAV4（1994年-現在）

## モータースポーツ
2000年に「トヨタチームアルゼンチン」（現：トヨタ・ガズー・レーシング・アルゼンチン）を設立し、国内選手権に参戦している。